# Її власний шлях (фільм)
Її власний шлях (англ. Her Own Way) — американсько-німецький документальний фільм 2020 року, знятий Кароліною Вюртембергер. Ніна Подольська, продюсерка проєкту родом з України, досліджує історії жінок з усього світу, які долають суспільні обмеження, реалізуються у професії та водночас впливають на економіку своїх громад.
Документальний фільм знятий у Мюнхені, Німеччина, та в Белграді, Сербія. Прем’єра відбулася на стрімінговому сервісі Vimeo та на стрімінг платформі Tubi у 2020 році.

## Сюжет
У пілотному епізоді Ніна Подольська, продюсерка проєкту, зустрічається із засновницями Mykke Hofmann, жіночим дизайнерським дуетом балканського походження. Команда має штаб-квартиру в Мюнхені та продає свою продукцію у понад 40 магазинах по всьому світу. За останні вісім років Єлена Гофманн та Седіна Халілович досягли значного як підприємиці, але їхній шлях не був легким. 
Дизайнерки створили виробничий майданчик в Умчарі, приміському поселенні поблизу Белграда, Сербія. Вони допомагають місцевій громаді, підтримують інфраструктуру та розвивають місцеву економіку. Створюючи виробництво у своїй країні, підприємиці будують і прокладають дороги, працевлаштовують місцевих жителів і платять їм в середньому на 30% більше мінімальної заробітної плати.

## Акторський склад
- Седіна Халілович
- Єлена Гофман
- Ніна Подольська[5][6]